# Соколов, Лев Геннадьевич
Лев Геннадьевич Соколов — советский хозяйственный, государственный и политический деятель.

## Биография
Родился 29.августа в 1927 году в Ярославле. Член КПСС.
С 1946 года — на хозяйственной, общественной и политической работе. В 1946—1995 гг. — мастер, инженер, начальник участка, начальник агрегатного цеха, главный механик на Ярославском моторном заводе, директор Ярославского завода топливной аппаратуры, генеральный директор Ярославского ордена Трудового Красного Знамени ПО «Дизельаппаратура», генеральный директор акционерного общества открытого типа «Завод топливной аппаратуры».
За создание унифицированного семейства двигателей ЯМЗ многоцелевого назначения, организацию их высокомеханизированного производства Соколов в составе группы работников объединения был удостоен Государственной премии СССР 1972 года.
Делегат XXVII съезда КПСС.
Умер в Ярославле 10 сентября  в 1995 году.